# Lutz (Fahrzeughersteller)
Die LUTZ GmbH war ein Unternehmen im Braunschweiger Stadtteil Kralenriede, das von 1946 bis 1954 bestand und Einbaumotoren für Fahrräder, Fahrräder mit Hilfsmotor, Mopeds und Motorroller produzierte. Unternehmensgründer und Motorenentwickler war Otto Lutz.

## Geschichte

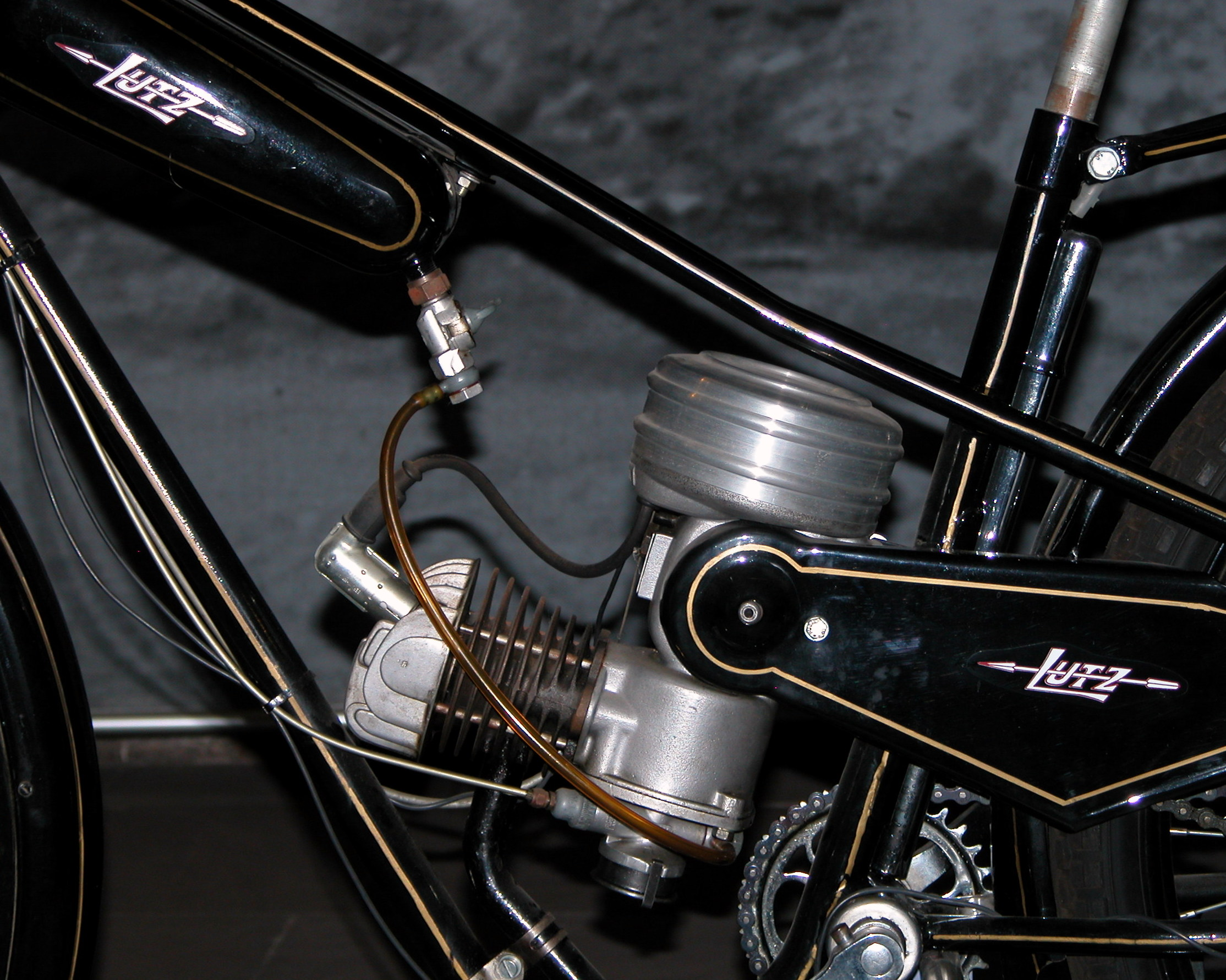
Charakteristischer L-förmiger Motor, Tank und Logo der LUTZ GmbH.

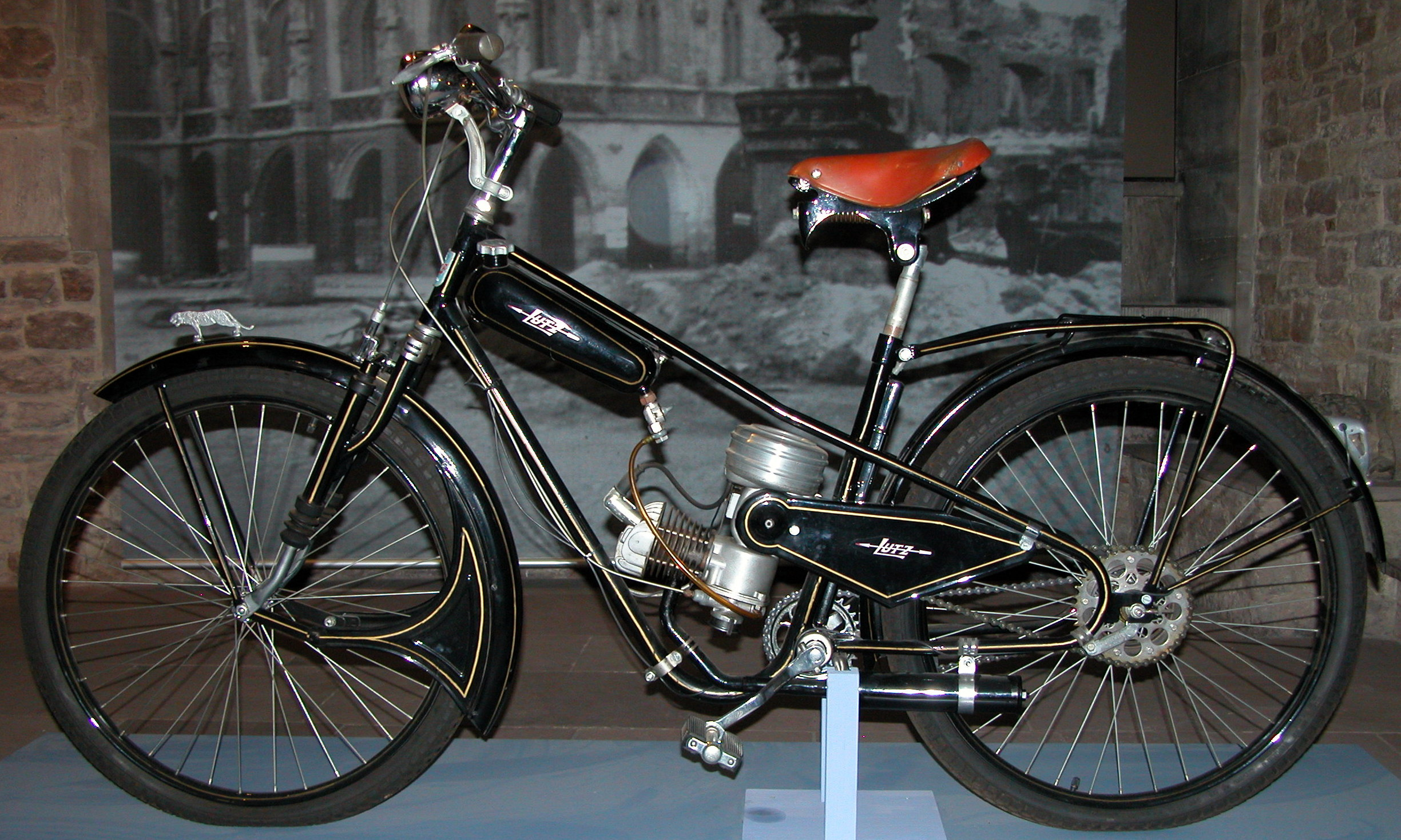
Das restaurierte LUTZ P 53, Otto Lutz’ privates Moped.

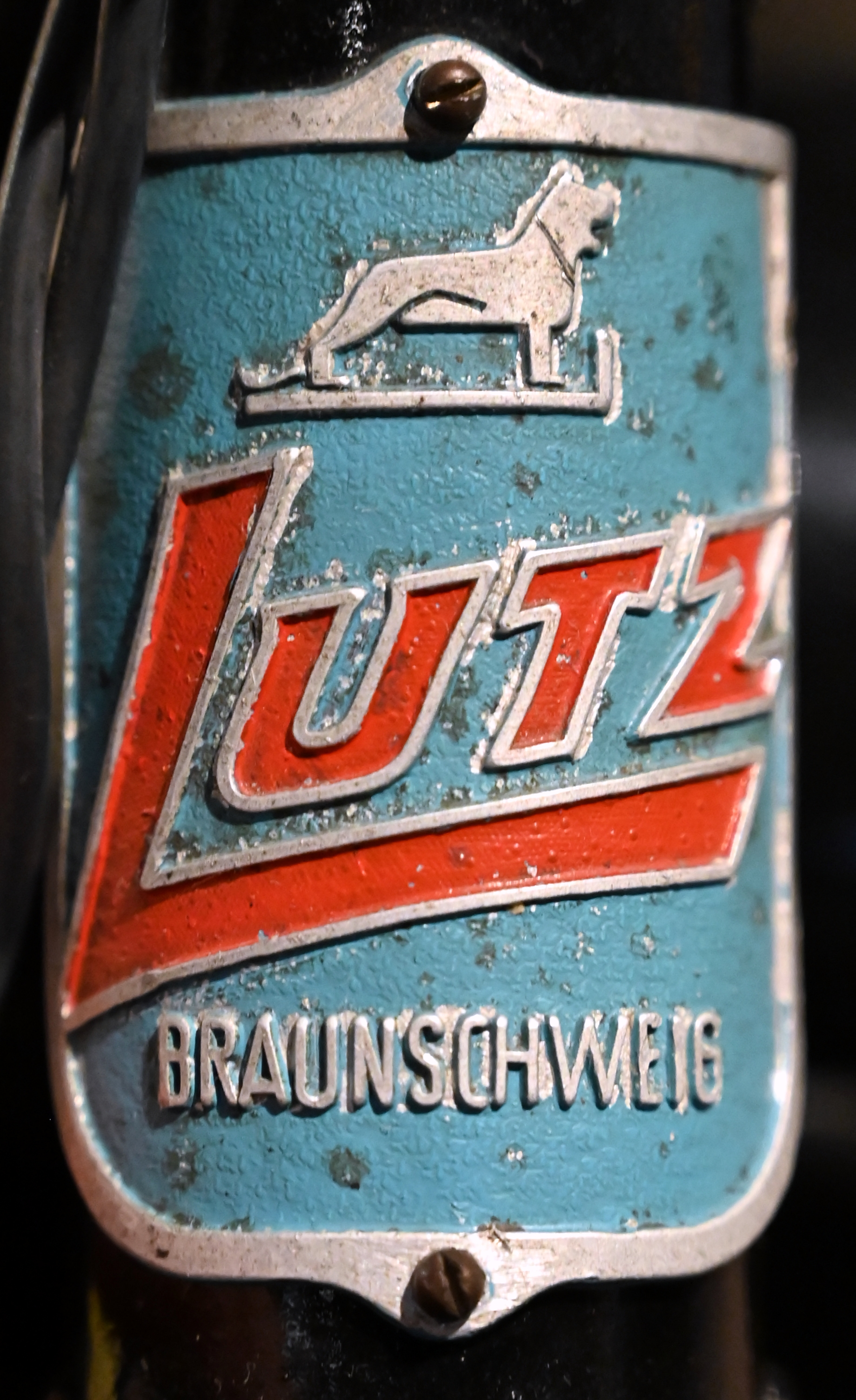
Firmenplakette an einem Moped

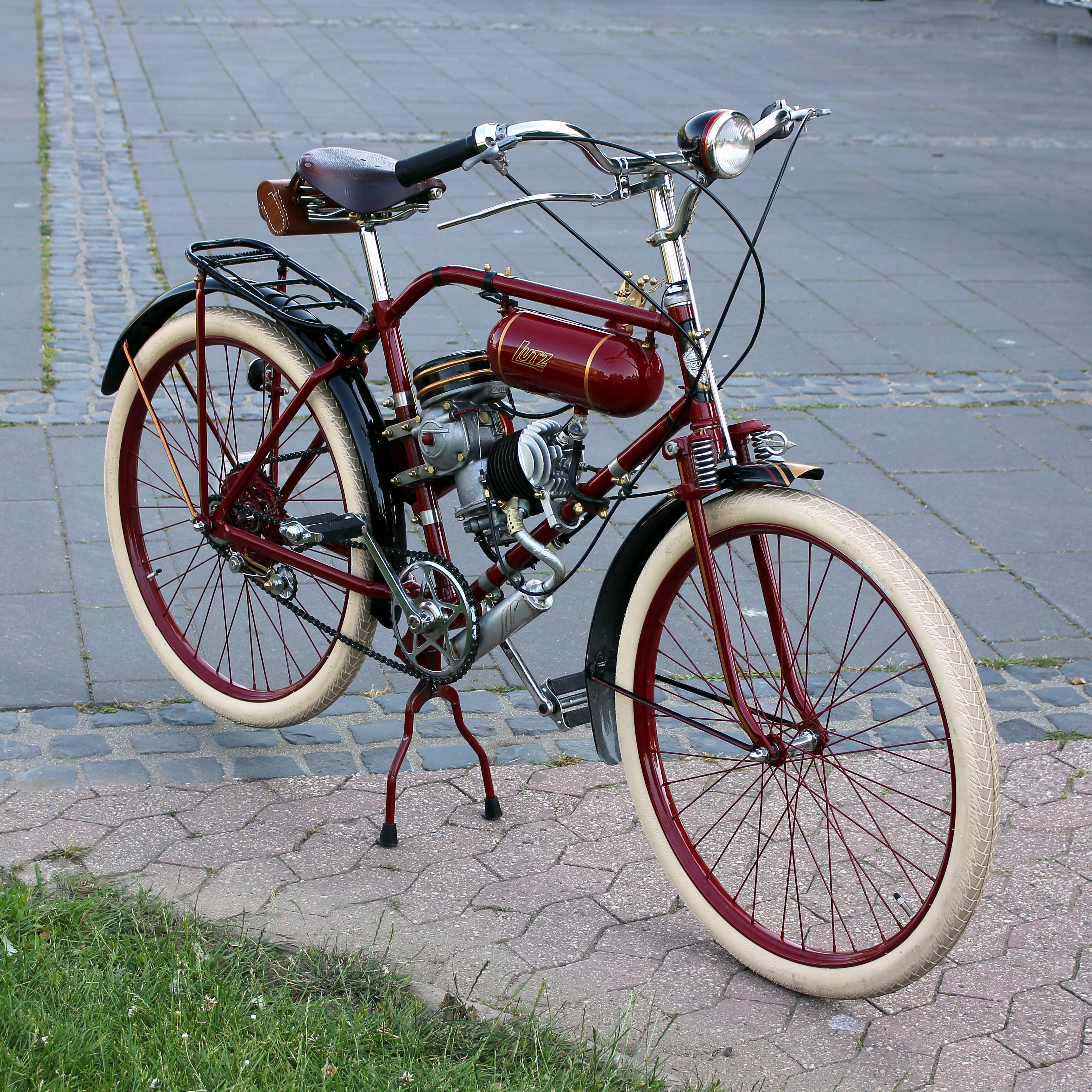
Goebel-Motorfahrrad von 1952 mit Lutz-Motor, Typ 58-50

Lutz hatte Maschinenbau an der Technischen Hochschule Stuttgart studiert und 1931 über „Untersuchungen über die Spülung von Zweitaktmotoren“ promoviert. Anschließend war er Mitarbeiter der TH Stuttgart und ab 1934 der Deutschen Forschungsanstalt für Luftfahrt (DFL) in Braunschweig sowie Dozent der Technischen Hochschule Braunschweig. Nach Ende des Zweiten Weltkrieges gründete Lutz am 13. Mai 1946 die LUTZ GmbH, um preiswerte Fahrräder mit Hilfsmotor, Mopeds und Motorroller zu produzieren. Die Werkstätten befanden sich Bienroder Weg 53.
Lutz hatte bereits während seines Studiums an der Entwicklung von Motoren, insbesondere Zweitaktmotoren gearbeitet. Anfang der 1940er Jahre entwickelte er den für die LUTZ GmbH charakteristischen L-förmigen 1-PS-Motor und ließ ihn patentieren. Die Motoren wurden im Braunschweiger Stadtteil Kralenriede produziert, die Fahrgestelle lieferten unter anderem die Braunschweiger Panther Fahrradwerke. 1949 folgte der erste Motorroller vom Typ „LUTZ R3“, später auch „Hummel“ genannt, obwohl diese Bezeichnung bereits vom Konkurrenzprodukt DKW Hummel benutzt wurde. Der Roller hatte einen 58-cm³-Motor. 1953 wurde die Produktpalette um drei Mopeds mit 49-cm³-Motor erweitert – der LUTZ P 53 als Standardmodell, der LUTZ PS 53 als Sportversion und der Exportversion, der LUTZ RE 53. Die Rahmen für diese Mopeds lieferte der Bielefelder Hersteller Rapier. In Braunschweig wurden diese dann mit den LUTZ-Motoren sowie Zubehörteilen anderer Lieferanten ausgestattet. Zwischen 1946 und 1954 produzierte die LUTZ GmbH etwa 3000 Fahrzeuge, von denen heute noch 15, zumeist in Museen, erhalten sind.
Mitte der 1950er-Jahre hatte sich die wirtschaftliche Lage im Nachkriegsdeutschland und der Bedarf der Kunden geändert. Der Moped- und Rollerbau hatte den Höhepunkt erreicht. Die Mopeds von Lutz fanden auch als Dienstfahrzeuge in der Landzustellung durch die Post Verwendung. Die LUTZ GmbH war jedoch zu klein, um konkurrenzfähig bleiben zu können. So ging das Unternehmen 1954 in Konkurs. Das Werksgelände wurde samt Teststrecke an den Braunschweiger Standort des Deutschen Zentrums für Luft- und Raumfahrt (DLR) verkauft.
Otto Lutz übernahm kurz darauf den Lehrstuhl für Maschinenelemente und Fördertechnik an der TH Braunschweig und arbeitete gleichzeitig an der wiedergegründeten Deutschen Forschungsanstalt für Luftfahrt sowie später an der Deutschen Forschungs- und Versuchsanstalt für Luft- und Raumfahrt (DFVLR), deren Präsident er bis 1969 war. Er starb 1974.
Lutz’ privates Moped, ein „LUTZ P 53“, wurde nach seinem Tod dem Städtischen Museum Braunschweig übergeben. 1986 wurde es fachgerecht restauriert und kann seither in der Außenstelle des Museums, im Altstadtrathaus, besichtigt werden.
Technische Daten des LUTZ P 53
- Baujahr: 1953
- Hubraum: 49,3 cm³
- Leistung: 1 PS
- Höchstgeschwindigkeit: 40 km/h
- Verbrauch: 1,4 l/100 km (Gemisch: 1:25)
- Gewicht: ca. 30 kg
- Bereifung: 26 × 2,00

1953 betrug der Kaufpreis 498.- DM.